# Лукьянов, Александр Павлович
Александр Павлович Лукьянов (8 августа 1901; Сосновка, Марий Эл, Российская империя — 17 сентября 1967; Москва, Россия) — советский и российский актёр театра и кино. Заслуженный артист РСФСР (1954).

## Биография
Родился 8 августа 1901 года в многодетной семье, в населённом пункте Сосновка субъекта Марий Эл Российской империи. Мать являлась домашней хозяйкой, отец был сельским учителем, проработавшим около 40 лет в данной образовательной сфере деятельности.
Обучался в начальной школе. В 1912 году поступил в 14-ю нижегородскую гимназию, которую окончил в 1918 году. В этом же году был переведён в Козьмодемьянскую школу ll ступени, где прибыл до призыва в РККА 1920-го года. В звании рядового служил в составе 3-го стрелкового полка. Принимал участие в боях против белогвардейских войск П. Н. Врангеля. Демобилизация произошла с 1922 года по 1923 год, после чего уехал в Москву. Также до Москвы выступал изначально в качестве актёра в народном доме Козьмодемьянска. В самой Москве уже поступил Лукьянов в садово-огороднический техникум имени К. А. Тимирязева, но проучился там только год.
В 1924 году стал учеником театрального училища при Московском театре Революции и успешно его окончил. Служил такому единственному театру, как «Московский академический театр имени Владимира Маяковского» с 1924 года по 1967 год, сыграв множество ролей за долгие годы. Снимался также в кино.
Ушёл из жизни 17 сентября 1967 года в Москве. Похоронен вместе с женой и по совместительству артисткой Зинаидой Александровной Станго (1901—1966) в одной могиле на Донском кладбище. Был сын — Н. А. Желтотрубов, судя по фотографии могилы, и брат, который также похоронен к могиле под такой же фамилией.

## Фильмография
- 1940 — Закон жизни — Евгений Николаевич Огнерубов
- 1942 — Боевой киносборник № 11 — товарищ К.
- 1944 — Родные поля — секретарь райкома
- 1947 — Марите — учитель
- 1955 — Судьба барабанщика — начальник подразделения НКВД; следователь
- 1967 — Медея (фильм-спектакль) — Эгей, царь Афинский

## Звания и награды
- Заслуженный артист РСФСР (29 января 1954)[3].